# Capsicum rhomboideum
Стручковий перець ромболистий (Capsicum rhomboideum (Dunal) Kuntze) — багаторічна рослина роду Capsicum. Свою назву він отримав завдяки ромбоподібній формі листя. Ареал виду знаходиться у Мексиці, Центральній Америці та Андському регіоні Південної Америки.

## Опис
Capsicum rhomboideum, як правило, багаторічний чагарник. Він густо вкритий ворсинками, що робить його опушеним. Його найлегше впізнати за листям від ромбовидної до еліптичної форми. Квітки мають п'ятизубчасту чашечку і жовтий дзвоникоподібний віночок. Пилкові зерна надзвичайно малі, їх розмір становить15 мкм. Зрілі плоди C. rhomboideum мають горохоподібну форму та розмір, яскраво-червоні у свіжому вигляді, і темніють у міру висихання. Зазвичай в ягоді знаходиться від 2 до 6 насінин. Насіння має коричневий колір. Жодна частина плоду не містить капсаїцину.

## Генетичні особливості
Геном C. rhomboideum менший, ніж C. annuum . Приблизно 5% геному є гетерохроматичним.  Стручковий перець звичайний має набір хромосом 2n=24, а C. rhomboideum 2n=26. У зв'язку із виявленням генетичних відмінностей від еволюційної групи навколо C. annuum вид було перекласифіковано з C. ciliatum.